# دورينو جاتيلوسيو الأول

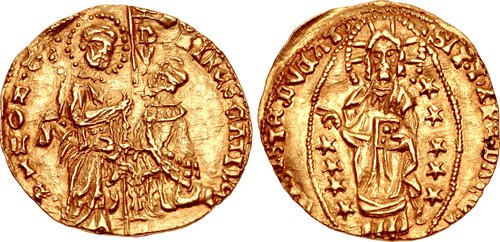
عملة ذهبية تقليد لدوقية البندقية ، وضربت باسم دورينو في الفوكا القديمة

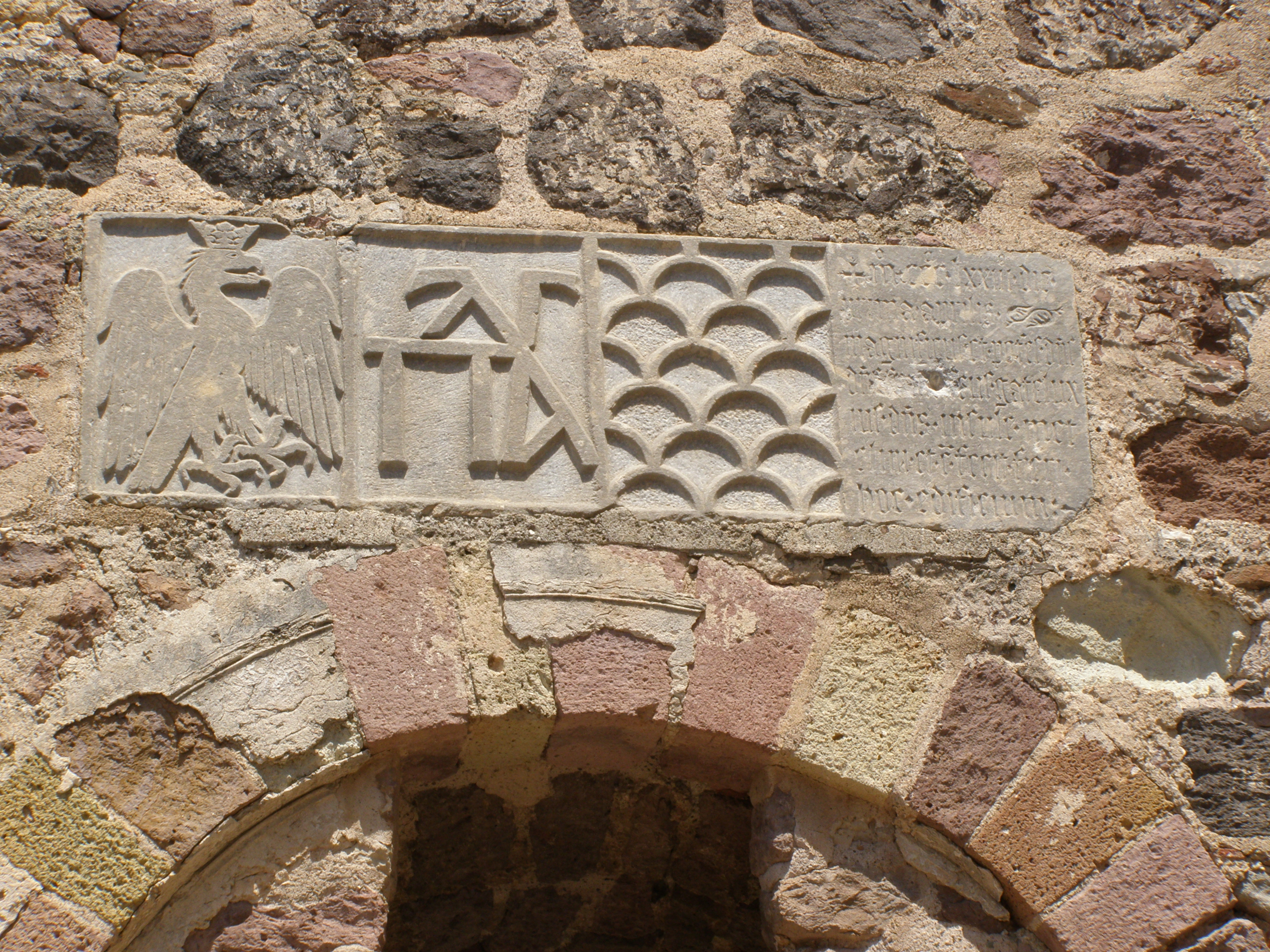
نقش بارز في قلعة ميتيليني، يظهر نسر عائلة دوريا (أقصى اليسار) ، عائلة سيفربالايولوجوي (يسار الوسط)، ومعطف جاتيلوسي للأسلحة (يمين الوسط)

دورينو جاتيلوسيو الأول (بالإيطالية:Dorino I Gattilusio) (توفي 30 يونيو 1455) هو رابع فرد في عائلة جاتيلوسيو يحكم جزيرة ليسبوس اليونانية. حكم منذ عام 1428 حتى وفاته. حكم دورينو ليسبوس في وقت زادت فيه القوة العثمانية ، أمضى سنواته الأخيرة في محاولة الحفاظ على قدر من الاستقلالية.

## حياته
كان دورينو الابن الثاني لفرانشيسكو جاتيلوسيو الثاني وفالنتينا دوريا. خلف شقيقه الأكبر جاكوبو جاتيلوسيو في عام 1428. حكم قبل ذلك فوكايا لعدة سنوات. بعد فترة وجيزة من توليه الحكم على ليسبوس ، أبلغ حاكم جنوة عن رغبته في المشاركة في معاهدة 1428 مع ألفونسو الخامس من أراغون. قاده هذا إلى دخوله في حرب جنوة مع البندقية على مدى السنوات القليلة المقبلة.